# Allström
Allström är en svensk släkt med sitt ursprung i Värmland. De två första kända bärarna av namnet var bröderna Per och Ludvig Allström. Namnet bärs idag endast vidare av Pers ättlingar.
Släkten är idag utbredd och finns idag huvudsakligen i Sverige och USA. Det finns också ättlingar i Norge, Danmark, England, Australien och Argentina.
Släkten Allström förknippas för det mesta för sina militära insatser. 
Från 1700-talet fram till idag, så är flera av släktens medlemmar aktiva inom det militära.

## Personer i denna släkt
1. Ludvig Allström (1723-1790), Brukspatron
2. Per Allström (1723-1790), Rådman
3. Albert Groth (1843-), Civilingenjör, patentagent
4. Carl Magnus Allström (1833-), Inspektor, författare
5. Oliver Allstorm (1878-1963), Journalist, författare, poet
6. André Pops (1972-), Sportjournalist och programledare på SVT
7. Pontus Erland Fahlbeck (1850-1923), Riksdagsman, statsvetare
8. Bengt Gustav Bratt (1937-), Författare
9. Hans Erik Fahlbeck (1841-1886), Skådespelare
10. Jens Kidman (1966-), Musiker
11. Agnes Knochenhauer (1989-) Idrottare, curlingspelare